# 丹斯高-厄施格周期

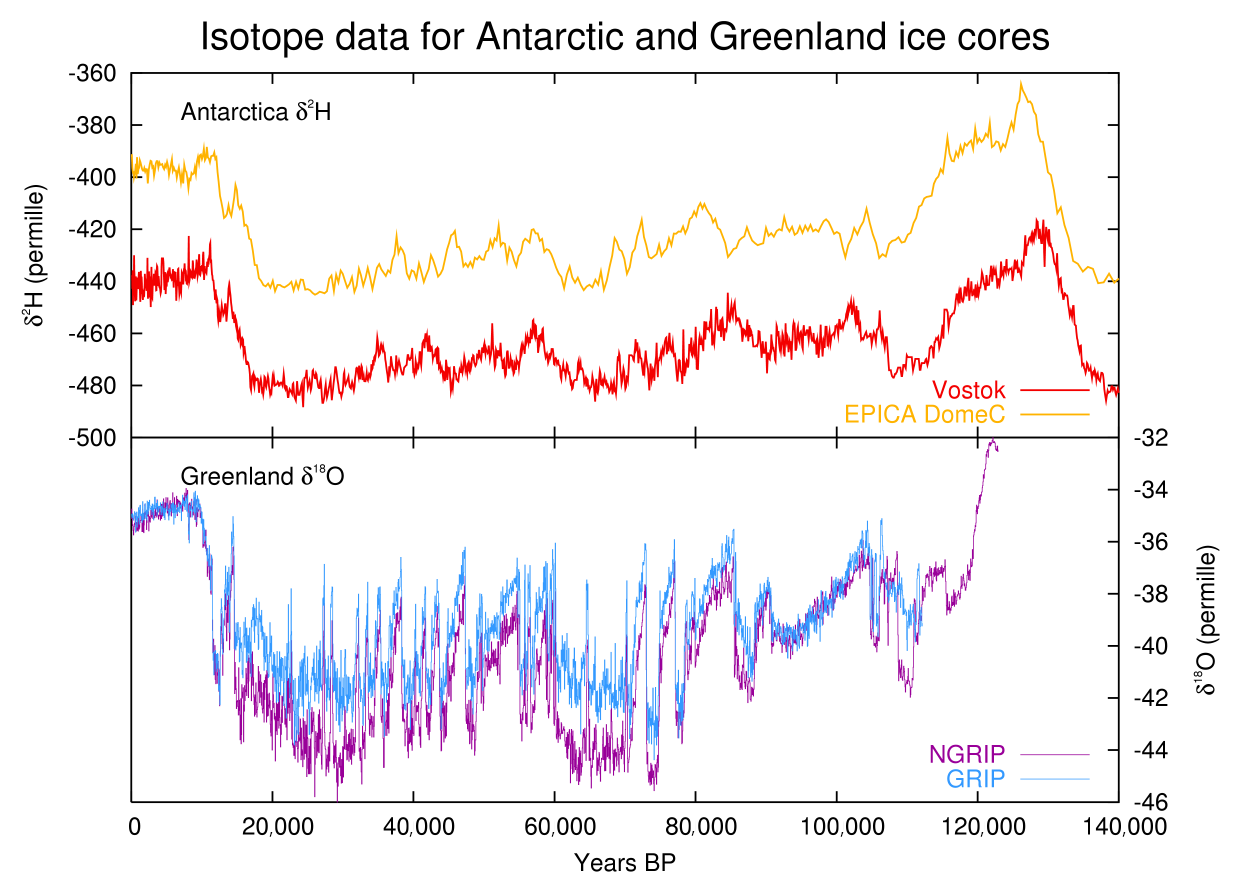
根据四处冰芯估测的过去14万年的温度展示的北半球范围内的丹斯高-厄施格周期

丹斯高-厄施格周期（Dansgaard Oeschger cycle），简称“D/O周期”，以丹麦古气候学家维利·丹斯高和瑞士古气候学家汉斯·厄施格命名，是末次冰期内的周期性气候变化事件。
丹斯高-厄施格周期最早根据格陵兰的冰芯研究提出。